# Skinnmuddselet
Skinnmuddselet är en konstgjord sjö i Gideälven strax väster om Fredrika. Den är huvudsakligen belägen i Åsele kommun i Lappland men sträcker sig i nedre delen in i Bjurholms och Örnsköldsviks kommuner i Ångermanland. Skinnmuddselet ingår i Gideälvens huvudavrinningsområde. Sjön har en area på 22 kvadratkilometer och ligger 275,2 meter över havet.

## Dämningsområdet
Skinnmuddselet är ett regleringsmagasin som skapades i samband med byggandet av Stennäs kraftverk 1989. Det överdämda området bestod av 55 procent skog, 30 procent myrmark och 15 procent sjöar. De sjöar som dämdes över var Brännsjöarna, Övre och Yttre Skinnmuddsjön (varav regleringsmagasinet fick sitt namn) samt Gäddsjön söder om länsgränsen.
Under vintern (januari–maj) avtappas 90 procent av vattenvolymen i Skinnmuddselets regleringsmagasin för att producera energi i kraftverken i Gideälven. De stora vattenståndsförändringarna och iserosionen gör att liv i stort sett saknas i den yta som torrläggs.

### Överdämda fornlämningar
I det överdämda området fanns ett par längre fångstgropssystem (raä Fredrika 77 och 79) samt några enstaka fångstgropar. Undersökningar har visat att det ena systemet hade använts under perioden 1750–250 f.Kr. och det andra under perioden 2730–100 f.Kr.

## Konstverk

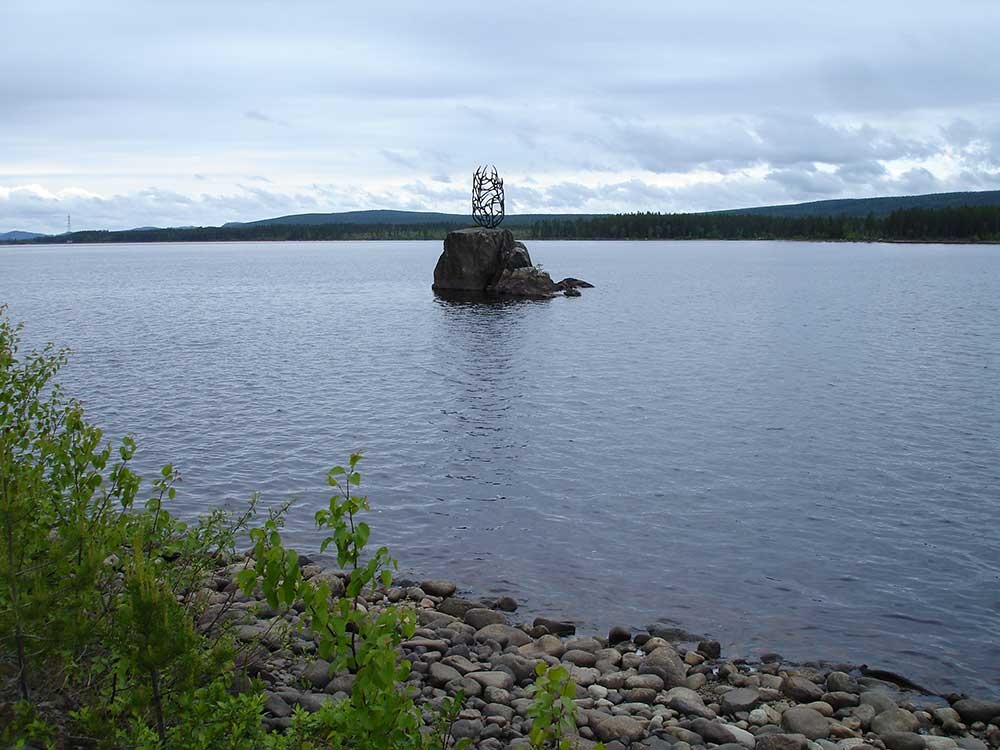
Skinnmuddselets regleringsmagasin med konstverket Poem för imaginär älv.

Där riksväg 92 passerar Skinnmuddselet finns konstverket Poem för imaginär älv.

## Delavrinningsområde
Skinnmuddselet ingår i det delavrinningsområde (710897-162221) som SMHI kallar för Utloppet av Skinnmuddselet. Medelhöjden är 301 meter över havet och ytan är 80,97 kvadratkilometer. Räknas de 119 avrinningsområdena uppströms in blir den ackumulerade arean 1 419,93 kvadratkilometer. Avrinningsområdets utflöde Gideälven mynnar i havet. Avrinningsområdet består mestadels av skog (52 procent) och sankmarker (17 procent). Avrinningsområdet har 22,19 kvadratkilometer vattenytor vilket ger det en sjöprocent på 27,4 procent.